# Capistrano (logiciel)
Pour les articles homonymes, voir Capistrano.
 (septembre 2012).
Si vous disposez d'ouvrages ou d'articles de référence ou si vous connaissez des sites web de qualité traitant du thème abordé ici, merci de compléter l'article en donnant les références utiles à sa vérifiabilité et en les liant à la section « Notes et références ».
Capistrano est un outil open source pour exécuter des scripts sur plusieurs serveurs POSIX. Son utilisation principale est le déploiement d'applications web. Il automatise le processus de création d'une nouvelle version d'une application disponible sur un ou plusieurs serveurs Web, y compris le soutien des tâches telles que la modification des bases de données.

## Description
Capistrano est écrit dans le langage Ruby et est distribué à l'aide du canal de distribution RubyGems. C'est une conséquence du framework Ruby on Rails application web, mais a également été utilisé pour déployer des applications Web écrites en utilisant d'autres cadres, y compris ceux écrits en PHP.
Capistrano est mis en œuvre principalement pour une utilisation sur la ligne de commande Bash. Les utilisateurs du framework Ruby on Rails peuvent choisir parmi de nombreuses recettes Capistrano. Ils peuvent, par exemple, choisir de déployer des changements en cours à l'application Web ou revenir à l'état du précédent déploiement.
Initialement appelé SwitchTower, le nom a été changé pour Capistrano en mars 2006 en raison d'un conflit de marque.
L'auteur original, Jamis Buck, a annoncé le 24 février 2009, qu'il n'était plus le responsable du projet.

## Exemple de Capfile
Le script suivant demande d'exécuter la tâche "xml_libs" sur "www.capify.org", pour lister les éléments de "/usr/lib" contenant le terme "xml" dans leur nom.
```
task
 
:xml_libs
,
 
:hosts
 
=>
 
"www.capify.org"
 
do

  
run
 
"ls -x1 /usr/lib | grep -i xml"

end

```